# Live in a Dive: Subhumans
Live in a Dive: Subhumans è un album live della serie Live in a Dive pubblicato dal gruppo punk rock Subhumans il 10 febbraio 2004 dalla Fat Wreck Chords.

## Tracce
1. All Gone Dead
2. Can't Hear the Words
3. Waste of Breath
4. It's Gonna Get Worse
5. Joe Public
6. Somebody's Mother
7. This Year's War
8. Apathy
9. Pigman
10. Animal
11. Peroxide
12. Businessmen
13. Subvert City
14. Rain
15. Reality Is Waiting for a Bus
16. Nothing I Can Do
17. Wake Up Screaming
18. Evolution
19. Parasites
20. No
21. Mickey Mouse Is Dead
22. Society
23. Black And White
24. Religious Wars
25. Work-Rest-Play-Die
26. Drugs of Youth

## Formazione
- Dick Lucas - voce
- Bruce Treasure - chitarra
- Trotzky - batteria
- Phil - basso